# P'tit blues peinard
P'tit blues peinard est une chanson écrite par Jean-Jacques Goldman en 1984. Ce titre est publié pour la première fois sur le 45 tours du single Long Is the Road (Américain) en tant qu'inédit, sans paraître sur un album studio, ce qui constitue une exception dans la carrière de Jean-Jacques Goldman.

## Publications

### Versions Live (1995)
Le morceau est présent sur l'album live Du New Morning au Zénith sorti en 1995. Jean-Jacques Goldman commence à chanter, rigolant, seul avec sa guitare. Il remplace « J'ai fait couler mes idées noires » par « J'ai fait couler mes idées de couleurs » ce qui provoque l'hilarité chez Carole Fredericks qui l'accompagne. Puis Michael Jones continue sur le premier couplet.

### Quelques choses bizarres (1991)
À l'occasion de la compilation Quelques Choses Bizarres, le titre est republié.

### Prises et reprises (2011)
En 2011, Michael Jones reprend le titre sur son album Prises et reprises, accompagné de Jean-Jacques Goldman.